# 渤海

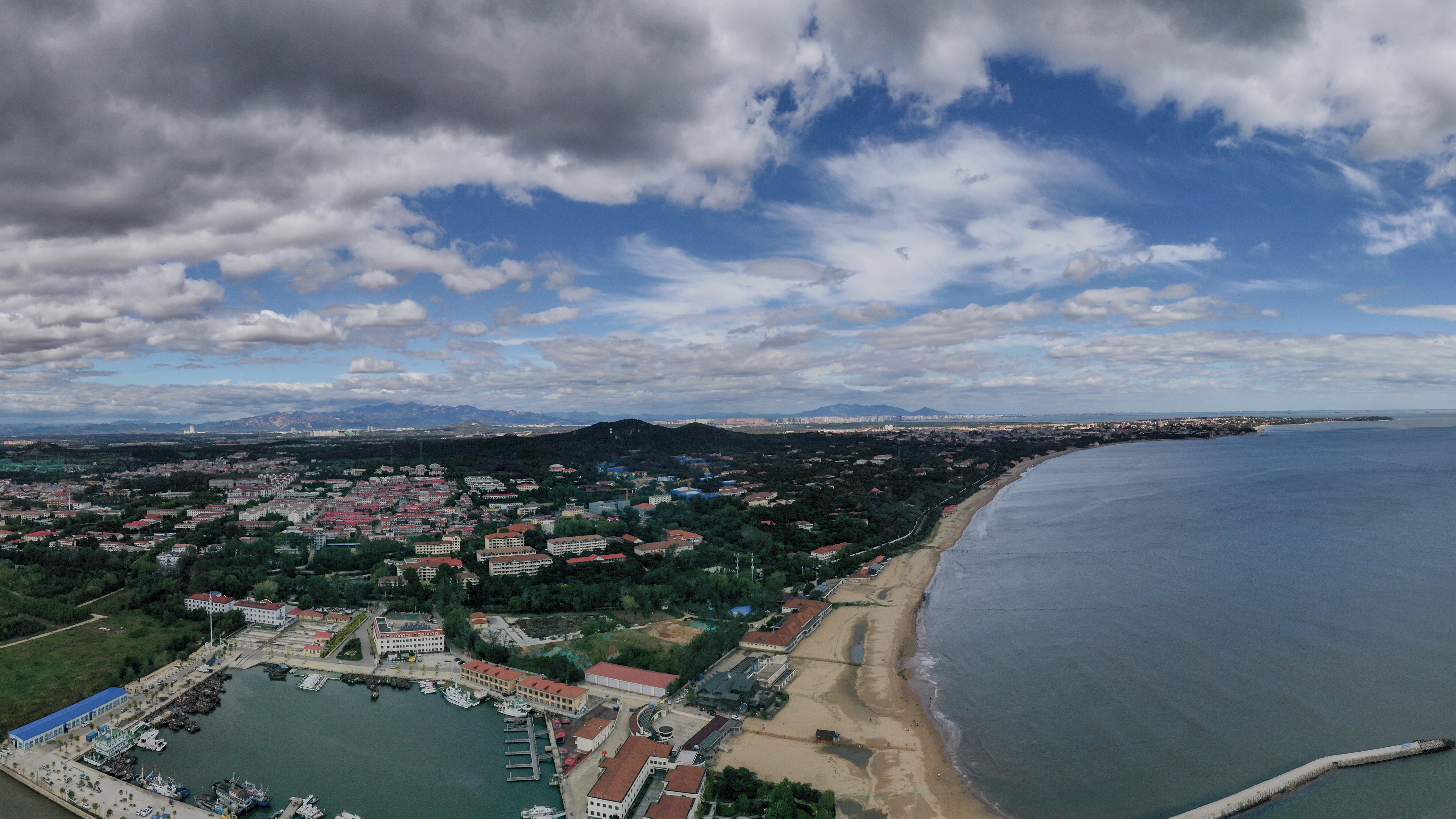
濒临渤海的秦皇岛市北戴河区

渤海是中国的内海，也是西太平洋的一部分，旧称北海或直隶海湾。位于辽东半岛和胶东半岛之间，被辽宁省、河北省、天津市、山东省陆地环抱，仅东部以渤海海峡与黄海相通，南北長約556千米，東西寬約236千米。
渤海的面积约7.8万平方公里，平均深度約18米，从辽东湾、渤海湾、莱州湾向渤中及渤海海峡方向渤海水深逐渐加深，到渤中地区，水深也只有 20~30 m；整个区域海底平坦，坡度较小。

## 命名
勃海郡是中國古代漢魏晉時行政區劃中的一個郡，在今河北滄州一帶。
中华民国初年，该片海域称为直隶海湾，随着国民革命军北伐后直隶省改称河北省，直隶湾和直隸海峽改称渤海湾、渤海海峽。
时至今日，中华民国的地理教科书仍然将渤海称为海湾，因此认为中国有三片领海，即黃海、东海和南海，而渤海被归入黄海。歐美地圖仍多作Gulf of Chihli（直隶海湾）或Gulf of Pechihli（北直隶海湾）。

## 地形
渤海為中、新生代沉降盆地，海底是前寒武紀變質岩，第四紀沉積物厚達300-500米，主要為陸源物質。
渤海周围有三个主要海湾：北部有辽东湾，西部有渤海湾，南部有莱州湾，三大海灣都分佈有粉沙粘土軟泥和粘土質軟泥。渤海与黄海间的狭窄水路被称为渤海海峡。渤海海峡北部的水路被称为老铁山水道。海峡的南部有一些岛，被合称为庙岛群岛。黄河、海河、辽河、滦河等注入渤海。渤海内及山东省渤海边有石油储藏（胜利油田及渤海油田）。渤海的主要岛屿有庙岛群岛、长兴岛、西中岛、菊花岛等。
虽然历史上外国军舰曾数次闯入渤海进犯京津，但如今根据《联合国海洋法公约》，渤海完全属于中国的内水而非领海，这是因为早在1864年，清政府即声明渤海为“闭海”（即内海），1958年中华人民共和国政府也发表过此类声明，故渤海属于“历史性海湾”；此外老铁山水道的宽度为22海里，小于24海里，故不论从何种角度，渤海都是中国的内水。

## 沿岸

渤海及其沿岸

渤海沿岸比较知名的城市有辽宁省大连市，天津市，河北省秦皇岛市，山东省烟台市（包括蓬莱区）。
渤海的主要港口有天津港、秦皇岛港等，其中天津港的天津国际邮轮母港是渤海乃至中国北方唯一的邮轮母港，也是具备接待世界最大邮轮能力的邮轮母港。

## 填海造陆
位于渤海的渤海湾内的天津填海造陆工程是中国天津市滨海新区正在建设的目前中国国内最大的填海造陆工程。

## 環境問題
渤海作為黃河、遼河、海河三大水系匯聚的半封閉內海，在近30年間中國經濟高速發展的同時，亦飽受陸上污染及漏油事故等影響。根據《渤海海洋環境質量公報》，2010年的渤海水質當中已有22%為受污染海水，天津市海域95％以上為劣四類海水。莱州湾近2/3的生物物种灭绝，海产品产量锐减。2001年9月，中国国务院批复“渤海碧海行动计划”，本想集中治理渤海污染，但因为担心影响经济发展最后不了了之，恢复渤海生态努力归于失败。根据中国大陆国家海洋局官员的说法，渤海作为渔场的功能已经基本丧失，根据《2010年中国环境公报》显示，渤海近岸海域水质差，为中度污染。主要污染指标为无机氮、活性磷酸盐、石油类、铅和镉。

## 图片

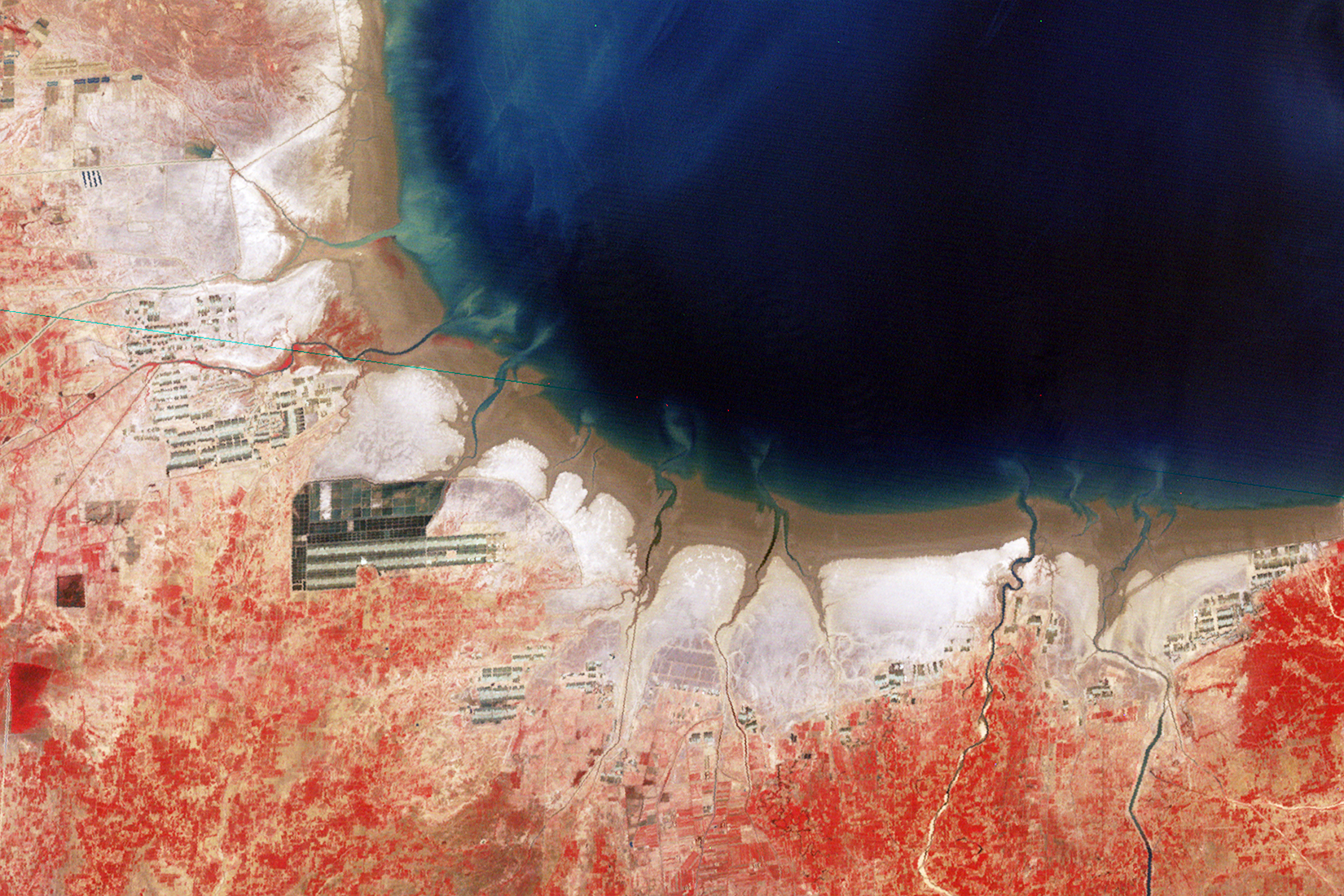
1979年时渤海的水产养殖和盐业生产
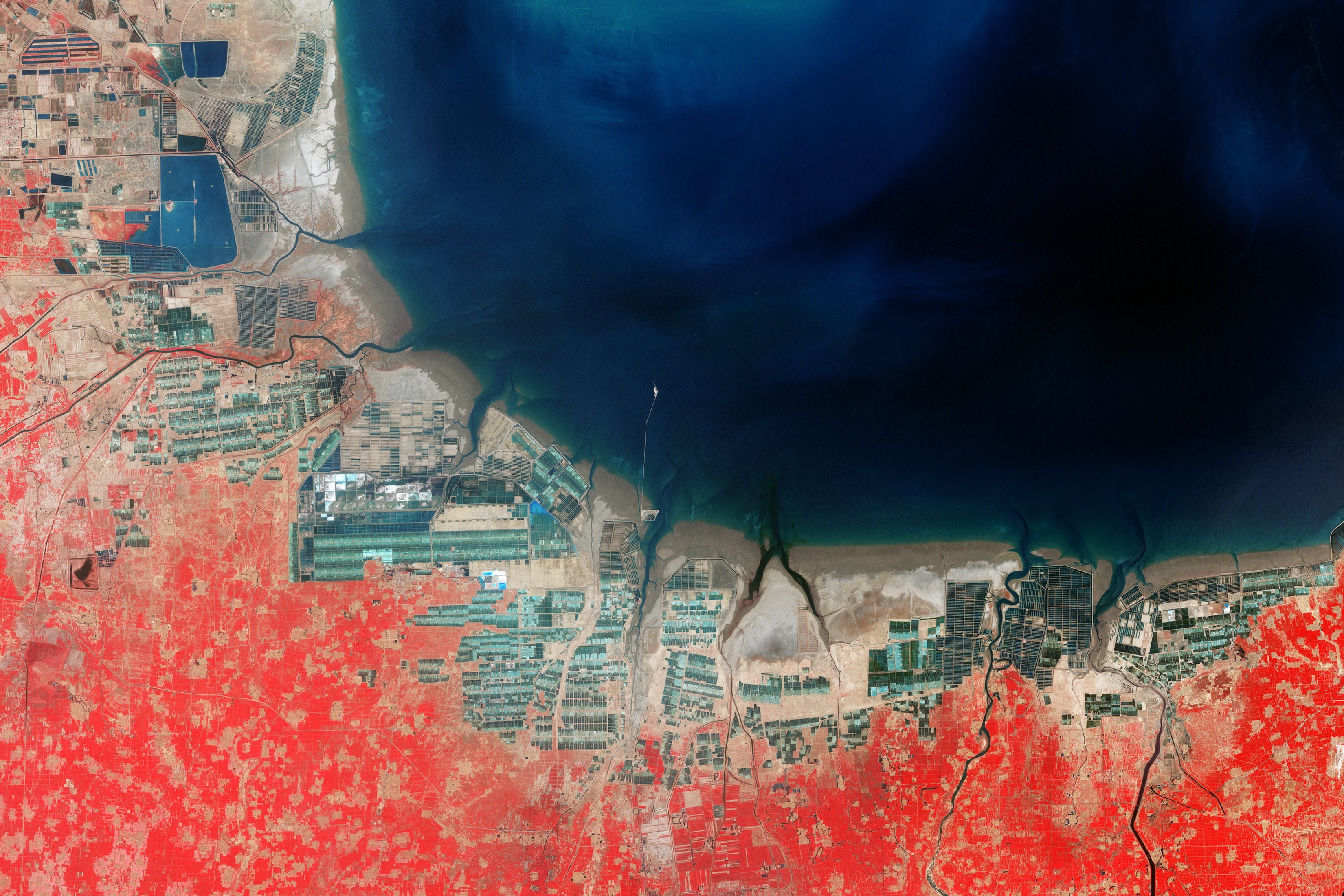
2000年时渤海的水产养殖和盐业生产
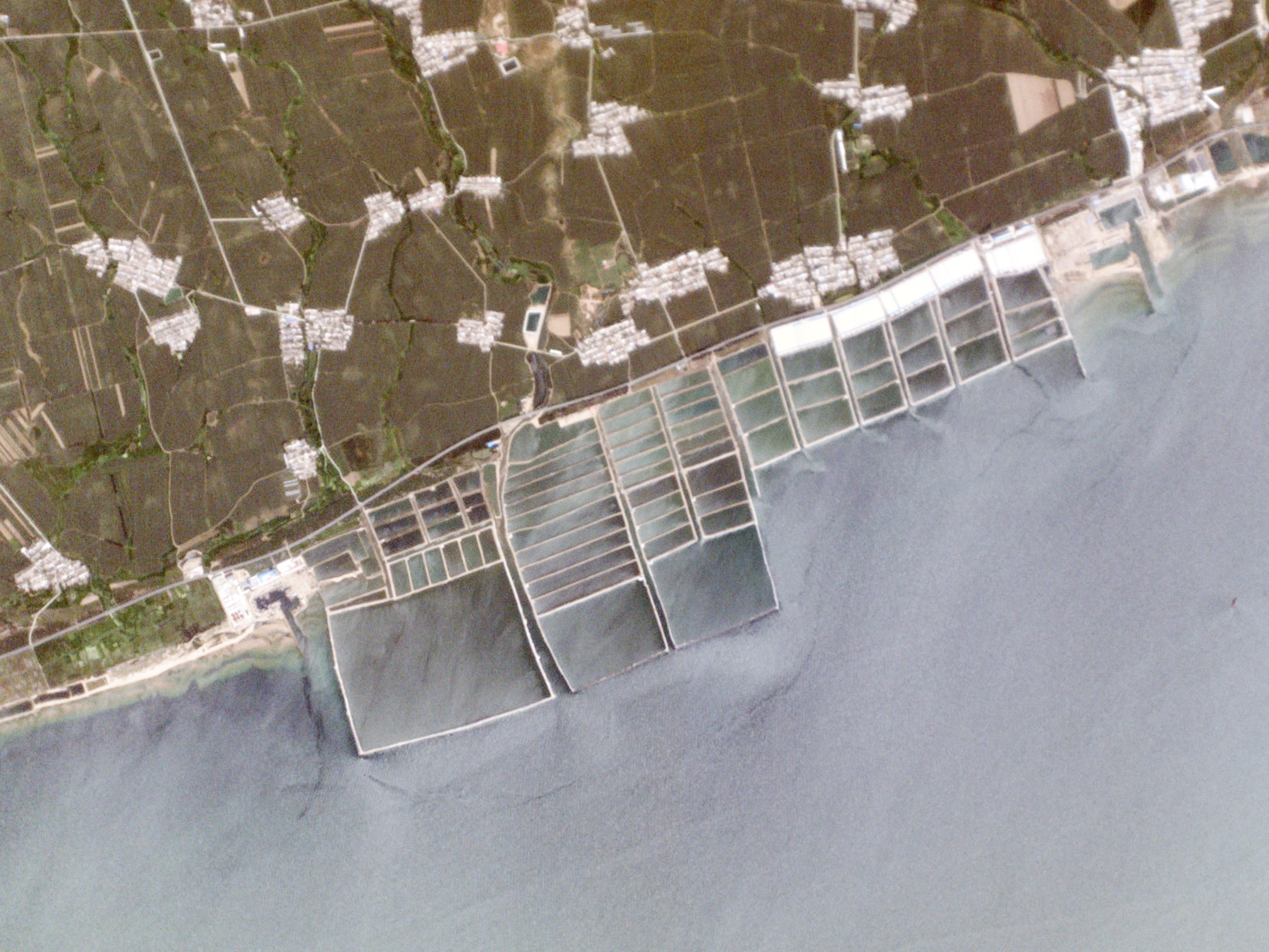
养殖魚塭空拍(2014)